# Atletica leggera ai Giochi della XIX Olimpiade - Getto del peso maschile
Il getto del peso ha fatto parte del programma maschile di atletica leggera ai Giochi della XIX Olimpiade. La competizione si è svolta nei giorni 13-14 ottobre 1968 allo Stadio Olimpico Universitario di Città del Messico.

## L'eccellenza mondiale
| Campione olimpico 1964   | 20,33      | Dallas Long  | Ritirato 1964 |
| Campione europeo 1966    | 19,43      | Vilmos Varjú | Presente      |
| Primatista mondiale      | 21,78 1967 | Randy Matson | Presente      |
| Vincitore dei Trials USA | 20,73      | George Woods | Presente      |

## Risultati

### Turno eliminatorio
Qualificazione18,90 m
Undici atleti ottengono la misura richiesta. Ad essi è aggiunto il miglior lancio, pari a 18,87 m. Il campione europeo Vilmos Varju non va oltre 18,86 e viene eliminato.

La miglior prestazione appartiene a Randy Matson: 20,68, nuovo record olimpico.

Ha solo 23 anni, ma l'americano è il dominatore della specialità da tre anni.
| Pos. | Atleta               | Nazione          | Prove | Prove | Prove | Misura | Note            |
| Pos. | Atleta               | Nazione          | 1°    | 2°    | 3°    | Misura | Note            |
| ---- | -------------------- | ---------------- | ----- | ----- | ----- | ------ | --------------- |
| 1    | Randy Matson         | Stati Uniti      | 20,68 | -     | -     | 20,68  | Record olimpico |
| 2    | Eduard Gushchin      | Unione Sovietica | 19,88 | -     | -     | 19,88  | Q               |
| 3    | George Woods         | Stati Uniti      | 19,79 | -     | -     | 19,79  | Q               |
| 4    | Dieter Hoffmann      | Germania Est     | 18,30 | 19,75 | -     | 19,75  | Q               |
| 5    | Heinfried Birlenbach | Germania Ovest   | 19,43 | -     | -     | 19,43  | Q               |
| 6    | Dave Maggard         | Stati Uniti      | 18,73 | 19,26 | -     | 19,26  | Q               |
| 7    | Uwe Grabe            | Germania Est     | 18,08 | 18,59 | 19,15 | 19,15  | Q               |
| 8    | Władysław Komar      | Polonia          | 19,09 | -     | -     | 19,09  | Q               |
| 9    | Traugott Glöckler    | Germania Ovest   | 18,89 | 19,26 | -     | 19,26  | Q               |
| 10   | Vilmos Varjú         | Ungheria         | 18,69 | n     | 18,86 | 18,86  |                 |

| Pos. | Atleta                | Nazione       | Prove | Prove | Prove | Misura | Note |
| Pos. | Atleta                | Nazione       | 1°    | 2°    | 3°    | Misura | Note |
| ---- | --------------------- | ------------- | ----- | ----- | ----- | ------ | ---- |
| 1    | Pierre Colnard        | Francia       | 19,57 | -     | -     | 19,57  | Q    |
| 2    | Leslie Roy Mills      | Nuova Zelanda | 18,56 | 19,00 | -     | 19,00  | Q    |
| 3    | Jeff Teale            | Gran Bretagna | 18,76 | n     | 18,87 | 18,87  | q    |
| 4    | Arnjolt Beer          | Francia       | 18,72 | n     | n     | 18,72  |      |
| 5    | Edy Hubacher          | Svizzera      | 18,54 | 18,38 | n     | 18,54  |      |
| 6    | Guðmundur Hermannsson | Islanda       | 16,24 | 16,77 | 17,35 | 17,35  |      |
| 7    | Georgios Lemonis      | Grecia        | 16,43 | n     | n     | 16,43  |      |
| 8    | Rolando Mendoza       | Nicaragua     | 11,39 | 13,33 | 13,32 | 13,33  |      |
| 9    | Mauricio Jubis        | El Salvador   | 12,04 | 12,46 | 12,92 | 12,92  |      |

### Finale
Stadio Nazionale, lunedì 14 ottobre.
Randy Matson si porta subito al comando con 20,54 al primo turno. Poi aspetta cosa fanno gli altri. Il connazionale Woods scaglia la palla di ferro a 20,12, poi infila tre nulli consecutivi.

Curiosamente, la classifica finale dal primo al quinto posto è esattamente uguale alle posizioni dopo il primo turno di lanci.
Nei lanci dal secondo al sesto nessuno dei primi cinque si migliora. Matson, comunque, è in gran forma e supera la fettuccia dei 20 metri al secondo, quarto, quinto e sesto turno.
| Pos.    | Atleta               | Età | Nazione          | Prove | Prove | Prove | Prove           | Prove           | Prove           | Misura | Note |
| Pos.    | Atleta               | Età | Nazione          | 1°    | 2°    | 3°    | 4°              | 5°              | 6°              | Misura | Note |
| ------- | -------------------- | --- | ---------------- | ----- | ----- | ----- | --------------- | --------------- | --------------- | ------ | ---- |
| Oro     | Randy Matson         | 23  | Stati Uniti      | 20,54 | 20,09 | 18,67 | 20,15           | 20,02           | 20,18           | 20,54  |      |
| Argento | George Woods         | 25  | Stati Uniti      | 20,12 | n     | n     | -               | 19,19           | -               | 20,12  |      |
| Bronzo  | Eduard Gushchin      | 28  | Unione Sovietica | 20,09 | 19,45 | 19,69 | n               | n               | 19,41           | 20,09  |      |
| 4       | Dieter Hoffmann      | 26  | Germania Est     | 20,00 | 19,33 | 19,75 | 19,68           | 19,86           | 19,86           | 20,00  |      |
| 5       | Dave Maggard         | 28  | Stati Uniti      | 19,43 | 19,33 | 18,46 | 18,90           | 19,15           | n               | 19,43  |      |
| 6       | Władysław Komar      | 28  | Polonia          | 18,66 | 19,28 | 18,54 | n               | n               | n19,21          | 19,28  |      |
| 7       | Uwe Grabe            | 25  | Germania Est     | 18,20 | 18,74 | 19,03 | 17,43           | 17,66           | 18,34           | 19,03  |      |
| 8       | Heinfried Birlenbach | 27  | Germania Ovest   | 18,80 | 18,48 | n     | 18,13           | 18,67           | 0,00            | 18,80  |      |
| 9       | Pierre Colnard       | 39  | Francia          | 18,62 | n     | 18,79 | Non qualificati | Non qualificati | Non qualificati | 18,79  |      |
| 10      | Jeff Teale           | 28  | Gran Bretagna    | 18,65 | 18,57 | 18,60 | Non qualificati | Non qualificati | Non qualificati | 18,65  |      |
| 11      | Leslie Roy Mills     | 33  | Nuova Zelanda    | 18,18 | 18,01 | 17,95 | Non qualificati | Non qualificati | Non qualificati | 18,18  |      |
| 12      | Traugott Glöckler    | 24  | Germania Ovest   | n     | 17,20 | 18,14 | Non qualificati | Non qualificati | Non qualificati | 18,14  |      |